# Ридбергова константа
Ридбергова константа, R, је физичка константа која се среће у атомској спектроскопији при описивању фреквенција спектралних линија једноелектронских система. Као и формула, Ридбергова формула, у којој се јавља, име је добила по Јоханесу Ридбергу шведском физичару с краја деветнаестог и почетка двадесетог века. КОнстанта је откривена у анализи спектралних серија водониковог атома чиме су се први бавили Ангстрем и Балмер. Сваки хемијски елемент има сопствену Ридбергову константу која може да се израчуна из „бесконачне“ Ридбергове константе.
Ридбергова константа је једна од најтачније одређених физичких константи са неизвесношћу мањом од 7 делова на трилион (7:1012). Толико тачно експериментално мерење омогућује утврђивање односа међу другим физичким константама којима се дефинисана Ридбергова константа. 
{\displaystyle {\frac {1}{\lambda }}=R\left({\frac {1}{m^{2}}}-{\frac {1}{n^{2}}}\right)\ }.
Данас усвојена вредност за „бесконачну“ Ридбергову константу (према CODATA) износи:
{\displaystyle R_{\infty }={\frac {m_{e}e^{4}}{(4\pi \epsilon _{0})^{2}\hbar ^{3}4\pi c}}={\frac {m_{e}e^{4}}{8\epsilon _{0}^{2}h^{3}c}}=1,0973731568525(73)\cdot 10^{7}\,\mathrm {m} ^{-1}}
где је
{\displaystyle \hbar \ } редукована Планкова константа,
{\displaystyle m_{e}\ } маса мировања електрона,
{\displaystyle e\ } елементарно наелектрисање,
{\displaystyle c\ } брзина светлости у вакууму, и
{\displaystyle \epsilon _{0}\ } пермитивност вакуума.
У атомској физици константа се често користи у облику енергије:
{\displaystyle hcR_{\infty }=13,6056923(12)\,\mathrm {eV} \equiv 1\,\mathrm {Ry} \ }
"Бесконачна“ константа јавља се у формули:
{\displaystyle R_{M}={\frac {R_{\infty }}{1+m_{e}/M}}\ }
где је
{\displaystyle R_{M}\ } Ридбергова константа једноелектронског јона/атома
{\displaystyle M\ } маса атомског језгра атома/јона.

## Алтернативни изрази
Ридбергова константа може да се прикаже и на следећи начин
{\displaystyle R_{\infty }={\frac {\alpha ^{2}m_{e}c}{4\pi \hbar }}={\frac {\alpha ^{2}}{2\lambda _{e}}}\ }
и
{\displaystyle hcR_{\infty }={\frac {hc\alpha ^{2}}{2\lambda _{e}}}={\frac {hf_{C}\alpha ^{2}}{2}}={\frac {\hbar \omega _{C}}{2}}\alpha ^{2}\ }
где је
{\displaystyle h\ } Планкова константа,
{\displaystyle c\ } брзина светлости у вакууму,
{\displaystyle \alpha \ } константа фине структуре,
{\displaystyle \lambda _{e}\ } Комптонова таласна дужина електрона,
{\displaystyle f_{C}\ } Комптонова фреквенција,
{\displaystyle \hbar \ } редукована Планкова константа, и
{\displaystyle \omega _{C}\ } Комптонова угаона фреквенција електрона.

## Ридбергова константа водоника
Уношењем вредности за однос масе електрона и протона {\displaystyle m_{e}/m_{p}=5,4461702173(25)\cdot 10^{-4}\ }, налазимо да је Риднергова константа водоника, {\displaystyle R_{H}\ }.
{\displaystyle R_{H}=10967758,341\pm 0,001\,\mathrm {m} ^{-1}\ }
Уношењем ове вредности у Ридбергову формулу, можемо да израчунамо положај линија емисионог спектра водоника.

## Извођење израза за Ридбергову константу
Ридбергова константа може да се изведе на основу Борових постулата
- Боров услов, 

Момент ипулса електрона може да поприми само извесне дискретне вредности:
{\displaystyle L=m_{e}vr=n{\frac {h}{2\pi }}=n\hbar }
где је n = 1,2,3,… (цео број) главни квантни број, h Планкова константа, и {\displaystyle \hbar =h/(2\pi )}.
{\displaystyle r\ } је радијус електронске орбите
- Сила која одржава електрон у кружном кретању (центрипетална) је 

{\displaystyle F_{centripetal}={\frac {m_{e}v^{2}}{r}}\ }
где је
{\displaystyle m_{e}\ } маса мировања електрона, а {\displaystyle v\ } брзина електрона
- Електростатичка сила привлачења између електрона и протона је

{\displaystyle F_{electric}={\frac {e^{2}}{4\pi \epsilon _{0}r^{2}}}\ }
где је
{\displaystyle e\ } елементарно наелектрисање,
{\displaystyle \epsilon _{0}\ } пермитивност вакуума.
- Према Боровом моделу тотална енергија електрона у орбити радијуса {\displaystyle r} је

{\displaystyle E_{\mathrm {total} }=-{\frac {e^{2}}{8\pi \epsilon _{0}r}}\ }

Прво из Боровог постулата налазимо да су допуштене брзине електрона {\displaystyle v}:
{\displaystyle v={\frac {nh}{2\pi rm_{e}}}\ }
Онда налазимо да за стабилну кружну орбиту центрипетална сила мора бити једнака привлачној електростатичкој сили, {\displaystyle F_{centripetal}=F_{electric}} па налазимо
{\displaystyle {\frac {m_{e}v^{2}}{r}}={\frac {e^{2}}{4\pi \epsilon _{0}r^{2}}}\ }
Заменом у овом изразу добијене електронске брзине {\displaystyle v\ } и решавањем по {\displaystyle r\ } налазимо допуштене вредности за радијус електронске орбите
{\displaystyle r={\frac {n^{2}h^{2}\epsilon _{0}}{\pi m_{e}e^{2}}}\ }
Заменом овако добијеног радијуса, {\displaystyle r}, у изразу за електростатичку потенцијалну енергију електрона у истој орбити налазимо 
{\displaystyle E_{\mathrm {total} }={\frac {-m_{e}e^{4}}{8\epsilon _{0}^{2}h^{2}}}.{\frac {1}{n^{2}}}\ }
Дакле, промена енергије при прелазу електрона из једне орбите (почетне, initial) у другу (коначне, final) је
{\displaystyle \Delta E={\frac {m_{e}e^{4}}{8\epsilon _{0}^{2}h^{2}}}\left({\frac {1}{n_{\mathrm {i} }^{2}}}-{\frac {1}{n_{\mathrm {f} }^{2}}}\right)\ }
Преласком из енергије у таласни број {\displaystyle \left({\frac {1}{\lambda }}={\frac {E}{hc}}\rightarrow \Delta {E}=hc\Delta \left({\frac {1}{\lambda }}\right)\right)\ } налазимо 
{\displaystyle \Delta \left({\frac {1}{\lambda }}\right)={\frac {m_{e}e^{4}}{8\epsilon _{0}^{2}h^{3}c}}\left({\frac {1}{n_{\mathrm {initial} }^{2}}}-{\frac {1}{n_{\mathrm {final} }^{2}}}\right)\ }
где је
{\displaystyle h\ } Планкова константа,
{\displaystyle m_{e}\ } маса мировања електрона,
{\displaystyle e\ } елементарно наелектрисање,
{\displaystyle c\ } брзина светлости у вакууму, и
{\displaystyle \epsilon _{0}\ } пермитивност вакуума.
а
{\displaystyle n_{\mathrm {i} }\ } и {\displaystyle n_{\mathrm {f} }\ } су квантни бројеви орбита међу којима долази до електронског прелаза.
Дакле, налазимо да је Ридбергова константа атома водоника
{\displaystyle R_{H}={\frac {m_{e}e^{4}}{8\epsilon _{0}^{2}h^{3}c}}}

## Видети
- Ридбергова формула